# Mesnay
Mesnay ist eine Gemeinde im französischen Département Jura in der Region Bourgogne-Franche-Comté. Sie gehört zum Arrondissement Dole und zum Kanton Arbois. 
Die Nachbargemeinden sind Arbois Westen und im Norden, Pretin im Nordosten, Ivory im Osten sowie Les Planches-près-Arbois und La Châtelaine im Süden.

## Weblinks

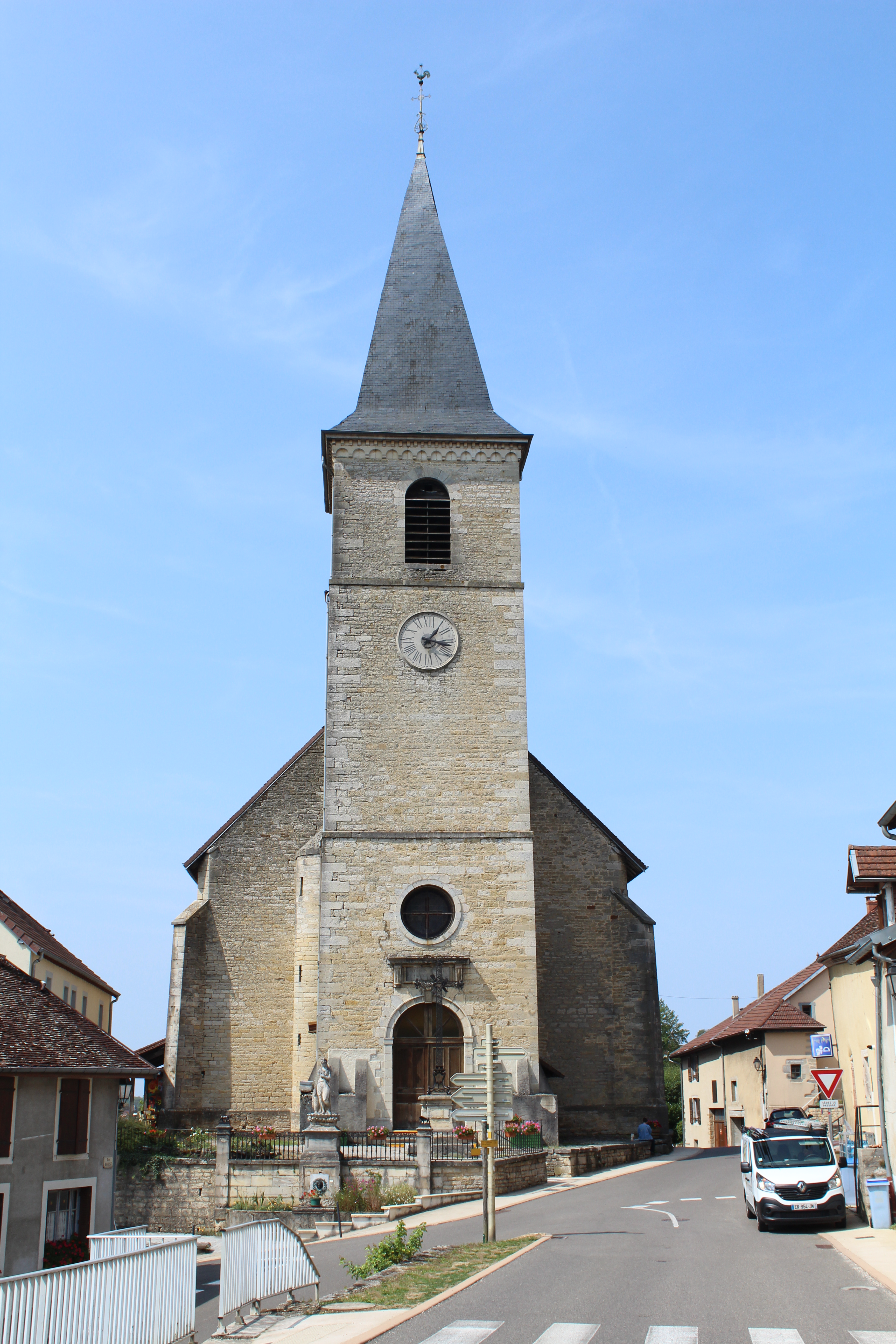
Kirche Saint-Oyan

## Bevölkerungsentwicklung
| Jahr                       | 1962 | 1968 | 1975 | 1982 | 1990 | 1999 | 2008 | 2017 |
| -------------------------- | ---- | ---- | ---- | ---- | ---- | ---- | ---- | ---- |
| Einwohner                  | 609  | 578  | 505  | 530  | 489  | 567  | 554  | 583  |
| Quellen: Cassini und INSEE |      |      |      |      |      |      |      |      |